# Charwell (rivière)
La rivière Charwell (anglais : Charwell River) est un cours d’eau situé dans le nord-est de l’île du Sud de la
Nouvelle-Zélande, dans le district de Hurunui, dans la région de Canterbury. C'est un affluent gauche du fleuve Conway.

## Géographie
Ses sources sont situées dans la chaîne de Kaikōura Ranges (en) et elle se déverse dans le fleuve Conway, qui est la frontière traditionnelle entre la région de Marlborough et celle de Canterbury. Les fermes d’élevage de moutons se sont développées dans la vallée de la rivière Charwell.

## Affluents
La rivière Charwell a un affluent référencé :
- le Charwell Flat Creek (rd[note 2]), environ 9 km[note 1].

42° 28′ 05″ S, 173° 20′ 27″ E
42° 24′ 20″ S, 173° 18′ 22″ E

## Aménagements et écologie
En 1910, le département des chemins de fer de la Nouvelle-Zélande (en) a proposé de construire une ligne de chemin de fer à travers une série de vallée de rivières, comprenant la rivière Charwell, pour relier la ville de Paranassus à celle de Kaikoura formant une partie de la ligne principale du Nord de l'île du sud (en). 
Les travaux commencèrent sur ce trajet avec des lignes de chemin de fer s’étirant dans la vallée de la rivière Leader, mais la Première Guerre mondiale apporta un arrêt à la construction, et quand les travaux reprirent, un trajet par une route côtière plus à l’est fut choisi à la place.